# 오바야시촌 (사이타마현)
오바야시촌(小林村)은 사이타마현의 동부, 미나미사이타마군에 속했던 촌이다.

## 역사
- 1889년 4월 1일 - 정촌제 시행에 의해 미나미사이타마군 오바야시촌이 성립하였다.
- 1954년 9월 1일 - 시노즈촌, 히카쓰촌,  산가촌, 오야마촌의 일부와 합병해  새로운 쇼부정이 성립해, 동일 오바야시촌은 폐지되었다.